# Deacon Frost
Deacon Frost (español: Diácono) (Robert Müller) es personaje de las historietas de Marvel Comics. Él aparece en La tumba de Drácula, y es un enemigo de Blade. Es representado como un caballero alto, de cabello blanco, de mediana edad, de ojos rojos y vestido con ropa de la época de la década de 1860 en Alemania. Su doppelgänger lucía un acento y atuendo que sugería a un predicador sureño.
Apareció en la película de 1998, Blade, interpretado por Stephen Dorff.

## Historial de publicaciones
Deacon Frost apareció por primera vez en La tumba de Drácula # 13 (octubre de 1973), y fue creada por Marv Wolfman y Gene Colan.
El personaje aparece posteriormente en La Tumba de Drácula # 25 (octubre de 1974), # 33-34 (junio-julio de 1975), # 42 (marzo de 1976), # 44-51 (mayo-diciembre de 1976), # 53 (febrero de 1977) ), Blade: Vampire Hunter # 6-8 (diciembre de 1994-febrero de 1995), Blade: Crescent City Blues (marzo de 1998), Blade: Sins of the Father (octubre de 1998), Blade: Vampire Hunter # 1/2 (1999), # 3-4 (febrero-marzo de 2000), n.º 6 (mayo de 2000), The Tomb of Dracula # 4 (marzo de 2005) y Blade # 1 (noviembre de 2006).
Deacon Frost apareció como parte de la entrada "Vampiros" en el Manual Oficial de Marvel Universe Deluxe Edition # 20. Recibió una entrada en el Manual oficial completamente nuevo de Marvel Universe AZ # 4 (2006).

## Biografía del personaje ficticio
Deacon Frost supuestamente era un científico que buscaba la clave de la inmortalidad. Para uno de sus experimentos, secuestró a una mujer joven para inyectarle a su víctima la sangre de un vampiro recientemente asesinado. El novio de la chica irrumpió en el laboratorio y (en la pelea resultante) Frost fue accidentalmente inyectado con la sangre él mismo. El resultado fue que Frost se convirtió en vampiro pero (debido al método inusual de convertirse en uno) fue dotado de una característica única. Cualquiera que convirtiera en un vampiro generaría un doppelgänger. Podría crear un número ilimitado de doppelgängers mordiendo cada doppelgänger, y todos estarían bajo su control mental. Frost intentó usar esta habilidad para luchar por el puesto de Señor de los Vampiros, una posición que actualmente ocupaba Drácula. Frost es el vampiro responsable de la muerte de la madre de Blade; La misión inicial de Blade es vengarse del asesino de la mujer. También fue Frost quien convirtió a Hannibal King en un vampiro. Blade y King (aunque inicialmente desconfiaban entre sí) eventualmente se unieron para luchar contra el ejército de doppelgangers de Blade y King de Frost. Los dos lograron derrotar y aparentemente destruir a Frost en su escondite subterráneo, apuñalándolo dos veces y dejando que su cuerpo fuera consumido mientras su escondite explotaba.
Muchos años después, Blade se encontró con un vampiro que se hacía llamar Deacon Frost. Este vampiro tenía una apariencia y personalidad diferentes al original, y más tarde se identificó como un doppelgänger. El doppelgänger intentó convocar a un poderoso demonio, solo para ser devorado por dicha criatura. En una historia posterior de un solo tramo ambientada en Nueva Orleans, Frost se encontró una vez más, pero apareció como lo hizo en La Tumba de Drácula. También confirmó que el encuentro anterior fue de hecho un impostor (como sospechaba Blade) que fue creado usando la ciencia y la magia. Blade y King, con la ayuda del Hermano Voodoo, frustraron el intento de Frost de obtener el control de Industrias Garwood a través de Donna Garth (hija de Simon Garth, el Zombi Viviente). Frost escapó de este encuentro jurando venganza. Más recientemente, Frost apareció en la convocatoria de Drácula para defender al Señor de los Vampiros mientras se sometía a un ritual mágico, solo para ser apostado por Blade.

## Poderes y habilidades
Deacon Frost, al igual que el resto de vampiros, tiene una fuerza incrementada que en su caso le permite levantar un máximo de 675 kilogramos de peso. Tiene los poderes estándar de un vampiro, incluida la capacidad de cambiar su apariencia, la resistencia a las heridas convencionales y la fuerza sobrehumana. Frost también era capaz de crear duplicados vampíricos de sus víctimas con su mordisco, que estaban bajo su control mental absoluto. Incluso dichos duplicados, a su vez, producían réplicas de sí mismos si eran mordidos por Frost nuevamente. Al final, estos seres pudieron absorber a la víctima original en su propio cuerpo. Amplios conocimientos de medicina, física y química.
Al igual que el resto de los vampiros, Deacon Frost necesita beber sangre con asiduidad para sobrevivir, no puede exponerse a la luz solar sin quemarse y sufre daños si se expone a crucifijos o cualquier otro símbolo religioso que ostente alguien con una fe profunda. Además, debe atravesarle el corazón con una estaca de madera para terminar con su no-vida. El no aparece en superficies reflectantes como los espejos.

## Recepción
- En 2021, Screen Rant incluyó a Deacon Frost en su lista "Marvel: 10 vampiros más poderosos".[1]
- En 2022, CBR.com clasificó a Deacon Frost en el octavo puesto de su lista de los "10 vampiros más importantes de Marvel".[2]

## Otras versiones

### Tierra-9991
Mientras se burlan, dos chicos entran al estacionamiento donde se encuentra Frost con su última creación, un monstruo llamado Gusano Blanco. Frost atrapa al Gusano Blanco en los niños y luego huye cuando detecta el acercamiento de Blade.

### Ultimate Marvel
La versión definitiva de Deacon Frost aparece con una apariencia juvenil. El ha sido capturado por S.H.I.E.L.D. con el fin de convencer a Blade para unirse al equipo de operaciones negro de Nick Fury.

### Darkhold
En el one-shot The Darkhold: Blade de Daniel Kibblesmith, que presenta un final alternativo a la película Blade de 1998, Deacon Frost tiene éxito en sus planes de usar el poder adquirido como avatar de La Magra para convertir a miles de millones de humanos de todo el mundo en vampiros.

## En otros medios

### Televisión
- Deacon Frost aparece en Marvel Anime: Blade,[6] interpretado por Tsutomu Isobe en la versión japonesa y por J. B. Blanc en inglés doblado. En esta serie, Deacon Frost es el líder de una organización que creó llamada Existencia (el símbolo de la organización es un murciélago con hilos de ADN), cuya membresía comprende hordas de vampiros, la mayoría de los cuales son genéticamente alterados por él para ser más poderosos, y humanos que han sido engañados para convertirse en sus peones a cambio de promesas de poder. Frost es conocido como el vampiro de cuatro colmillos y famoso como poderoso incluso para los estándares vampíricos, con su organización extendiendo su influencia en Asia, esto lo pone en conflicto con el consejo de vampiros de sangre pura que han gobernado Europa durante muchos siglos. Si bien es responsable de muchas tragedias que rodean a Blade y otros, Frost sufrió su propio evento trágico mientras era humano. Después de haber visto a su hijo Edgar asesinado por un vampiro, y enfurecido aún más por policías corruptos que no estaban investigando el caso, Frost decidió investigar vampiros con la ayuda de muchos cazadores de vampiros que contrató con el propósito de convertirse en una raza más fuerte de vampiros. Por lo tanto, en última instancia, motiva el objetivo de Frost de acabar con la antigua raza de vampiros, y gobernar el mundo con una raza de vampiros nuevos genéticamente modificados que creó a partir del ADN de Blade. Deacon Frost ha hecho experimentos en Mandurugo, el Manananggal y el Sundel Bolong. Para el final de la serie, Deacon Frost utiliza el ADN de Blade de la sangre de sus vampiros que andan en el día para asumir una forma más fuerte, pero es asesinado momentos después en un enfrentamiento final con Blade, usando las armas de plata de su madre y Makoto.

### Película
- Deacon Frost apareció como el principal antagonista de la película de 1998 Blade, interpretado por Stephen Dorff. Esta representación era una versión más joven y más actualizada para la década de 1990, manteniendo al mismo tiempo sus ambiciones advenedizas. Su principal objetivo era convertirse en el vampiro Dios La Magra y de librar al mundo de los humanos, creyendo que pertenece a la raza de los vampiros. Después de matar a los líderes de la Casa de Erebus como parte del ritual, Blade y Karen Jenson arruinaron los planes de Frost. Sin embargo, a pesar de sus esfuerzos, Frost logró completar el ritual y ser uno con La Magra, involucrando a Blade en una batalla de espadas. Durante la pelea, Blade logró ganar la partida, cortando el brazo derecho de Frost y luego procedió a cortarlo por la mitad, solo para que la mitad superior de Frost se reconecte y vuelva a crecer su brazo derecho. Pero después de un enfrentamiento, Frost finalmente fue asesinado por el uso de cuchillas EDTA por parte de Blade, que lo hizo explotar.
- Deacon Frost fue mencionado en Blade II como no muy querido en la comunidad de vampiros; El caudillo vampiro Eli Damaskinos y el abogado "familiar" Karl Kounen dijeron que Blade "en realidad les hizo un favor" con la muerte de Frost.
- Stephen Dorff le dijo a Wordpass.com en 2009 que había una trilogía de precuelas con su personaje en desarrollo y que Stephen Norrington estaría involucrado en el proyecto.[7][8]Sin embargo, en 2012, los derechos de Blade regresaron a Marvel Studios.[9]

### Videojuegos
Deacon Frost aparece como el principal antagonista en la mesa Blade en Marvel Pinball.